# Goedevrijdagakkoord
Het Goedevrijdagakkoord, ook wel het akkoord van Belfast genoemd, was een belangrijke stap in het vredesproces in Noord-Ierland. Het werd ondertekend op 10 april 1998 (Goede Vrijdag) door de regeringen van het Verenigd Koninkrijk en Ierland. De meeste politieke partijen in Noord-Ierland ondersteunden het akkoord. De bevolking van Ierland bekrachtigde het akkoord in twee referenda, een in Noord-Ierland en een in de Republiek.
Het akkoord maakte een einde aan een lange periode van gewelddadige conflicten sedert de jaren zestig, bekend als The Troubles, en aan een periode van zogenoemde “direct rule”, rechtstreeks bestuur door de Britse regering, sedert 28 maart 1972.

## Belangrijkste bepalingen
- Vastgelegd wordt dat de staatkundige toekomst van Noord-Ierland bepaald zal worden door de meerderheid van de Noord-Ierse bevolking.
- Alle partijen verklaren zich gebonden aan vreedzame en democratische middelen om hun doelstellingen te bereiken.
- De oprichting van een Assemblee voor Noord-Ierland met een eigen wetgevende macht, die enkele malen opgeschort werd tijdens periodes van zogenoemde “direct rule”.
- De instelling van een uitvoerende macht gebaseerd op de deling van macht tussen beide bevolkingsgroepen.
- De oprichting van een gezamenlijke Ministerraad voor Noord-Ierland en de Republiek voor grensoverschrijdende samenwerking.
- Het binnen twee jaar vrijlaten van gevangenen die lid zijn van paramilitaire organisaties.
- Een streven om binnen twee jaar alle wapens in bezit van paramilitaire organisaties te vernietigen.
- Het aanpassen van de Ierse Grondwet, waardoor de aanspraak op zes Noord-Ierse graafschappen wordt geschrapt.
- Hervorming van de politie in Noord-Ierland, de Royal Ulster Constabulary, onder toezicht van een onafhankelijke commissie.

De vage bewoording van enkele bepalingen, die hielpen goedkeuring van de overeenkomst te garanderen, diende om debatten over enkele controversiëlere kwesties uit te stellen - vooral over het beëindigen van de paramilitaire acties, de hervorming van de politie en de demilitarisatie. Mei 2000 werd gesteld als datum voor het totale ontwapenen van alle paramilitaire groepen. Op 26 september 2005 werd aangekondigd dat de IRA haar volledige wapenarsenaal buiten gebruik had gebracht.

## Referenda
Cruciaal was dat niet alleen de elite bij de totstandkoming van het Goedevrijdagakkoord betrokken was, maar de maatschappij in de breedste zin. Er was telkens ruggespraak over de uitvoerbaarheid met de achterban van de onderhandelaars. In mei 1998 werd het akkoord zowel in Noord-Ierland als in de Republiek in een referendum aan de bevolking voorgelegd. In Noord-Ierland was er aanzienlijke weerstand tegen het akkoord onder delen van de protestantse bevolking. De Democratische Unionistische partij van Ian Paisley was uit de onderhandelingen gestapt en voerde campagne tegen het akkoord. Ondanks die oppositie werd het met een ruime marge (71% voor, 29% tegen) in het noorden aangenomen.
In de Republiek was het referendum formeel een stemming over het negentiende amendement op de Grondwet. Het referendum viel samen met een tweede referendum over het verdrag van Amsterdam. De uitslag in de Republiek was eenduidig, 94% stemde voor de grondwetswijziging.

## Herdenking
In de week van 10 april 2023 markeerde een reeks evenementen het 25-jarige bestaan van het akkoord. De Amerikaanse president Joe Biden arriveerde voor een officieel bezoek aan Noord-Ierland, waarbij hij het belang van het akkoord benadrukte. Rond de herdenking ontstond er onrust in het land.